# Bouzaire
La Bouzaire aussi appelée ruisseau de Peyrusse ou ruisseau des Combes est un ruisseau français qui coule dans le département du Cantal. Il prend sa source dans les monts du Cézallier et se jette dans l’Alagnon en rive gauche. C’est donc un sous-affluent de l’Allier  puis de la Loire.

## Géographie
La source du ruisseau se trouve dans les monts du Cézallier, au lieu-dit "Le Buron de Combalu" (commune d'Allanche) à une altitude de 1 170 mètres. L'endroit se situe juste au pied du puy de Mathonière (1 295 mètres). Le ruisseau, qui porte le nom de "ruisseau des Combes", s'oriente d'abord dans la direction est. Il traverse plusieurs zones marécageuses et, à la hauteur du mont Servais (1 189 mètres), il s'oriente au sud. Il reçoit ensuite l'apport du ruisseau de Vélonnière et prend le nom de ruisseau de Chabassaire. Après avoir rencontré le Riou Vernais il fait un crochet à l'est puis reprend la direction sud en s'enfonçant dans des gorges. À Peyrusse il reçoit l'apport du ruisseau de la Gaselle et prend son nom définitif de "Bouzaire", qui signifierait d'ailleurs en occitan local "vairon", du nom du poisson bien connu des pêcheurs. Il continue direction sud-est jusqu'à Ferrières-Saint-Mary où il se jette dans l'Alagnon en rive gauche.

## Affluents
La Bouzaire compte 5 affluents référencés :
- Le ruisseau de Vélonnière
- Le Riou Vernais
- Le ruisseau de la Gaselle
- Le ruisseau de Fonredonde
- Le ruisseau d'Aleyrac

## Communes traversées
D'amont en aval, le ruisseau traverse les communes suivantes, toutes situées dans le département du Cantal : 
- Allanche
- Peyrusse
- Ferrières-Saint-Mary